# Jever
Jever er administrationsby (Kreisstadt) i Landkreis Friesland i den tyske delstat Niedersachsen, og er statsanerkendt rekreatrionsby. Byens navn er pga. ølmærket Jever internationalt kendt. Uofficielt kaldes Jever Marienstadt. Tilnavnet stammer fra Maria af Jever (1500-1575), der var den sidste regent i Herskabet Jever.
Beboerne i Jever kaldes Jeveraner, i tidligere tid brugtes også betegnelsen Jeveringer .

## Historie
Jever tilhørte grevskabet Rüstringen og i 826 kom Jever og resten af Rüstringen under dansk styre gennem fyrst Hariold. Senere kom Jeverland under Sachsen og der efter under Hannovers styre. Stadsnavnet omtales første gang i 1158 som Geverae.
I slutningen af 1100-talet blev Jever og det omkringliggande Jeverland en del af hertugdømmet Oldenborg. Jeverlandet regnedes nu som en del af grevskabet Östringen som blandt andet er kendt for den så kaldte frisiske frihed, hvilken indebar, at friserne ikke skulle styres af nogen fyrste. Jever var på denne tid en vigtig handelsby.
I 1347 blev Jever købstad, og i 1400-tallet fik staden nære forbindelser med Vitaliebrødrene, blandt andet sørøveren Klaus Störtebeker.
Jeverlandets sidste høvding, Edo Wiemken, afsluttede byggeriet af Jever slot i 1505. Under en kort periode kom Jever under grevskabet Ostfriesland greve Edzard 1. af Østfrisland, men 1575 blev Jever en del af hertugdømmet Oldenborg. I 1667 blev Jever en del af fyrstendømmet Anhalt-Zerbst, hvilket i 1793 blev delt mellem flere fyrster. Jeverland kom da under den russiske zarina Katarina II. I 1807 blev området besat af Holland, og i 1810 blev det en del af Frankrig. I 1813 blev Jever atter russisk, og i 1818 tilfaldt det atter storhertugdømmet Oldenburg.
Jever var i 1800-tallet en selvstændig stad men i forbindelse med forvaltningsreformen i Oldenburg 1933 blev staden en del af distriktet Friesland. Jever er hovedby i dette distrikt.

## Geografi
Jever ligger i Jeverland, som er den nordøstligste del af den østfrisisiske halvø. Byen ligger i nærheden af den niedersachsiske Nordsøkyst, omkring 15 Kilometer vest for Wilhelmshaven og bugten Jadebusen. Mod nord grænser Jever til kommunen Wangerland, mod øst og syd til byen Schortens og mod vest til byen Wittmund. Mod sydvest har den på et kort stykke grænse til den østfrisiske kommune Friedeburg.

### Inddeling
Kommunen har siden kommunalreformen i 1972 bestået af hovedbyen Jever, og bydelene og landsbyerne Moorwarfen, Rahrdum, Cleverns, Sandel og Sandelermöns.